# Чибиля
Чибиля (алт. Чибилӱ — еловая, место, где растут ели) — село в Улаганском муниципальном районе Республики Алтай России, административный центр Чибилинского сельского поселения.

## География
Село расположено в восточной части Республики Алтай, примыкает с запада к районному центру селу Улаган. Через село протекает река Башкаус. Улицы Заречная, Кубадринская, Набережная, Подгорная, Улаганская, Центральная.

## Население
| 2010 | 2011 | 2012 | 2013 | 2014 | 2015 | 2016 |
| ---- | ---- | ---- | ---- | ---- | ---- | ---- |
| 672  | ↗673 | ↘653 | ↗654 | ↗660 | ↗670 | ↗699 |

## Инфраструктура
- Фельдшерско-акушерский пункт
- Чибилинская Средняя школа
- Детский сад «Чибичек»
- Отделение «Почта России»
- Мост через реку Башкаус
- Алтайский аил-музей Калкиных